# フィート・パウンダル
フィート・パウンダル（ foot-poundal、記号: ft-pdl）は、FPS単位系（ヤード・ポンド法における力学の単位系の一つ）におけるエネルギー・仕事の単位である。1879年に導入された。
1フィート・パウンダルは、1パウンダル(pdl)の力が力の方向に物体を1フィート(ft)動かすときの仕事と定義される。すなわち、国際単位系(SI)におけるエネルギーの単位であるジュール(J)、またはCGS単位系におけるエルグ(erg)の定義をヤード・ポンド法に置き換えたものである。

## 換算
1フィート・パウンダルは以下の値におよそ等しい。
- 0.0421401100938048 J（正確に）
- 421401.100938048 erg（正確に）
- 0.031081 ft•lbf
- 0.0004 BTUIT
- 0.010065 calIT
- 0.37297 インチ重量ポンド(in•lbf)
- 5.96752 インチ重量オンス(in•ozf)